# Linsenrasterbild

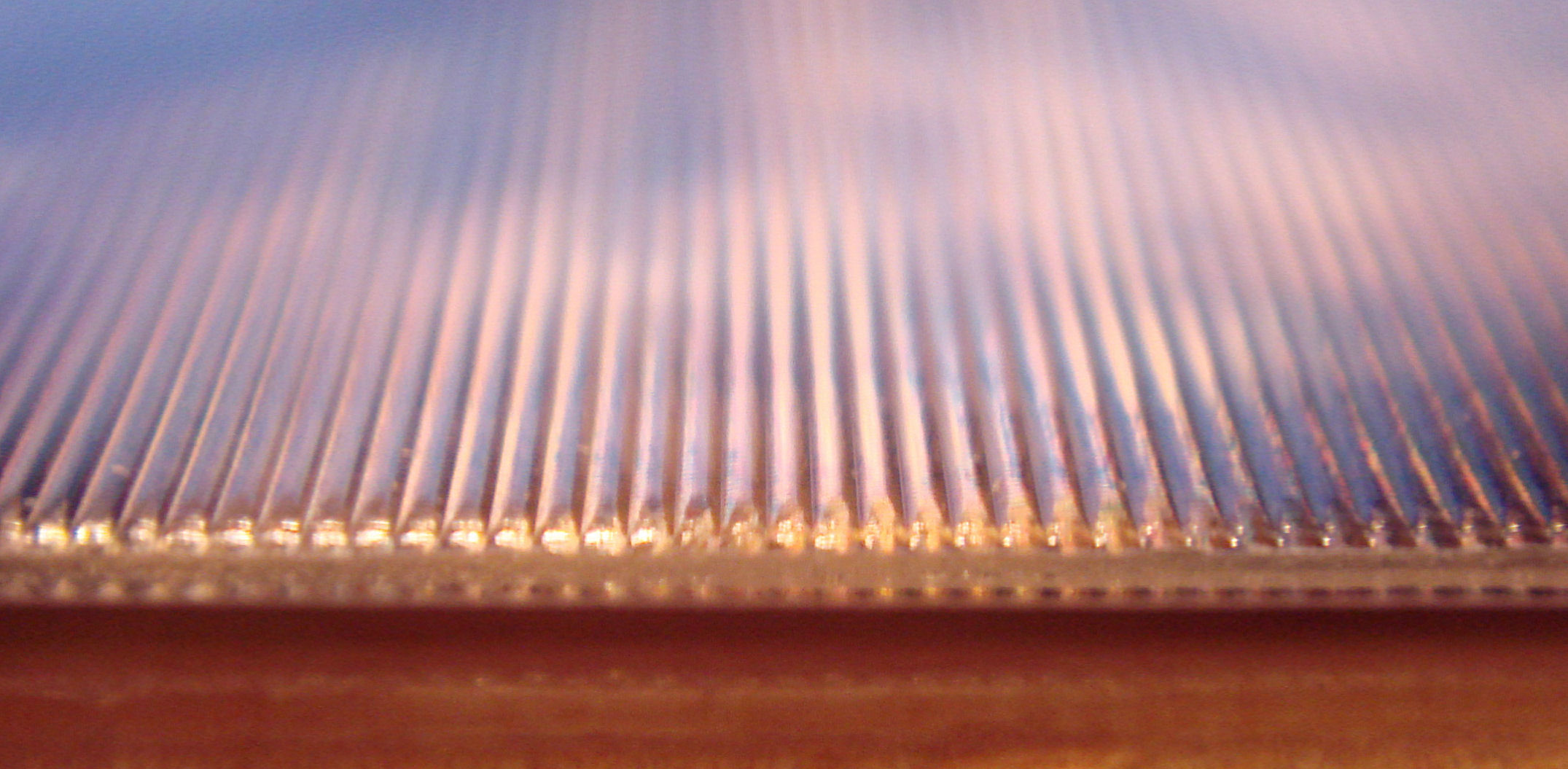
Nahaufnahme eines Linsenrasters

Ein Linsenrasterbild (auch Lentikular- oder Prismenrasterbild) ist ein Bild, das mittels winziger optischer Linsen oder Prismen einen dreidimensionalen (räumlichen) Eindruck erzeugt. Diese Illusion kann ohne optische Hilfsmittel betrachtet werden. Statt eines räumlichen Eindrucks kann auch für sogenannte Wechsel- oder Wackelbilder (Wackelkarten) eine Bewegung oder ein Bildwechsel erzeugt werden. Dieser Effekt tritt auf, wenn das Bild von verschiedenen Blickwinkeln betrachtet wird.
Das Linsenrasterprinzip wird sowohl für den Lentikulardruck als auch für brillenlose 3D-Displays eingesetzt. Nicht zu verwechseln ist das Linsenrasterprinzip mit der ähnlichen Parallaxbarrieren-Technik, welche statt mit Linsen mit kleinen, schrägen Sichtbarrieren arbeitet.

## Geschichte

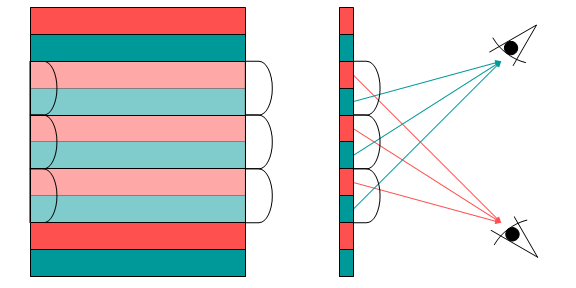
Funktionsweise eines Linsenrasterbildes

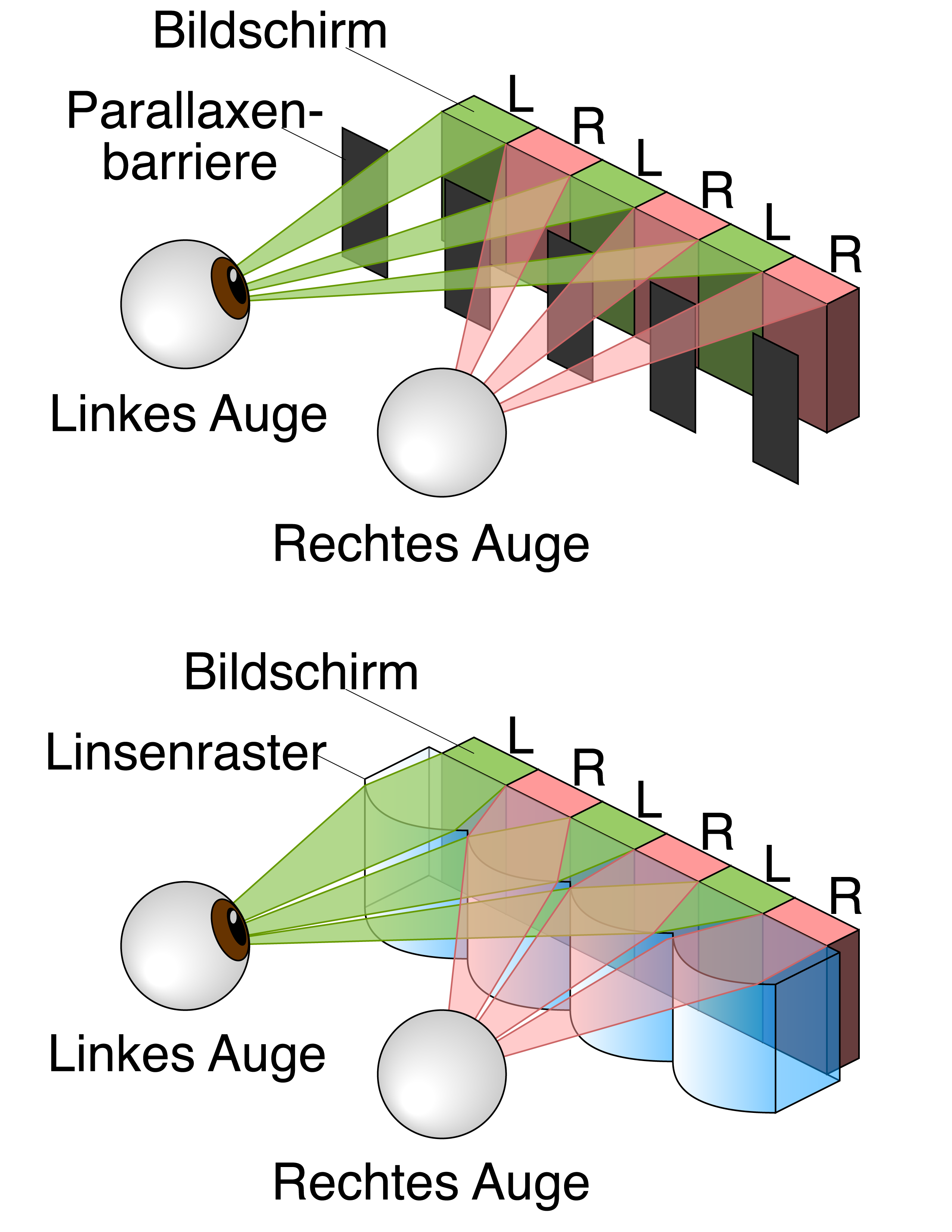
Gegenüberstellung von Parallaxbarrieren- und Linsenrastertechnik: Das rechte Auge sieht nur die rot hervorgehobenen Bildpunkte und das linke nur die grün markierten Flächen

Die Linsenrastertechnik wurde 1908 erstmals von Gabriel M. Lippmann vorgeschlagen. Statt blickdichte Parallaxbarrieren zu verwenden, wie sie beim 1903 vom Engländer F.E. Ives patentierten „Parallax-Stereogram“ zum Einsatz kommen, legte er die Idee dar, eine Reihe von Linsen zu verwenden.
Lentikulare Drucke waren von den späten 1940er bis in den 1980er Jahren sehr populär und sind später besonders für Werbezwecke oder Kinderartikel weiterentwickelt worden, um das beworbene Produkt in einem Printmedium in Bewegung oder mit einer gewissen Räumlichkeit zu zeigen. Aber auch in der Kunstwelt ist dieses Medium bereits zur Geltung gekommen. So haben schon namhafte Künstler wie Andy Warhol, Sigmar Polke, Alfons Schilling oder Rosemarie Trockel Arbeiten in der Linsenrastertechnik anfertigen lassen.
Die Grundlagen für die moderne 3D-Parallaxen-Fotografie wurden Anfang der 1970er Jahre in Hongkong vom Chinesen Ken C. Law patentiert.
Der Amerikaner Jerry Nims und der Vietnamese Allen Kowk Wah Lo entwickelten auf der Grundlage von Ken C. Laws Patenten die Nimslo-Kamera. Die Weltpremiere fand 1980 in Köln auf der Photokina statt.
Die Schweizer Post hat im April 2007 aus Anlass des 100. Gründungsjubiläums des Museums für Kommunikation in Bern zwei Sonderbriefmarken in Linsenrastertechnik herausgegeben.
Seit 2009 produziert die Firma Crane Currency unter der Eigenbezeichnung MOTION mikroskopisch feine Linsenrasterbilder zur Verwendung als Sicherheitsmerkmal im Banknotendruck (Kippeffekt). Auf diesen beweglichen Bildern sind Muster zu sehen, die sich um 90° gedreht zur Bildkipprichtung zu bewegen scheinen. Anwendung findet diese Technologie unter anderem auf den aktuellen Banknoten der dänischen Krone und des Tansania-Schillings.

## Druck
Üblicherweise werden Linsenrasterbilder im Postkartenformat oder kleiner hergestellt. Ein besonders großes Lentikular befindet sich in der World Trade Center Station der Massachusetts Bay Transportation Authority. Auch im Museum Kalkriese wurde 2009 ein großes Lentikularbild aufgestellt.
Die Bildverarbeitung findet heute digital statt. Die Bilder werden in hauchfeine Streifen zerlegt (interlaced). Anschließend wird der Ausdruck auf die Linsenraster-Folie laminiert. Abbildungsgrößen von 2,40 m sind inzwischen möglich.

### Funktionsweise

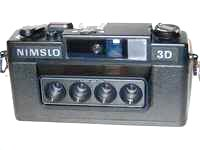
Nimslo-Kamera

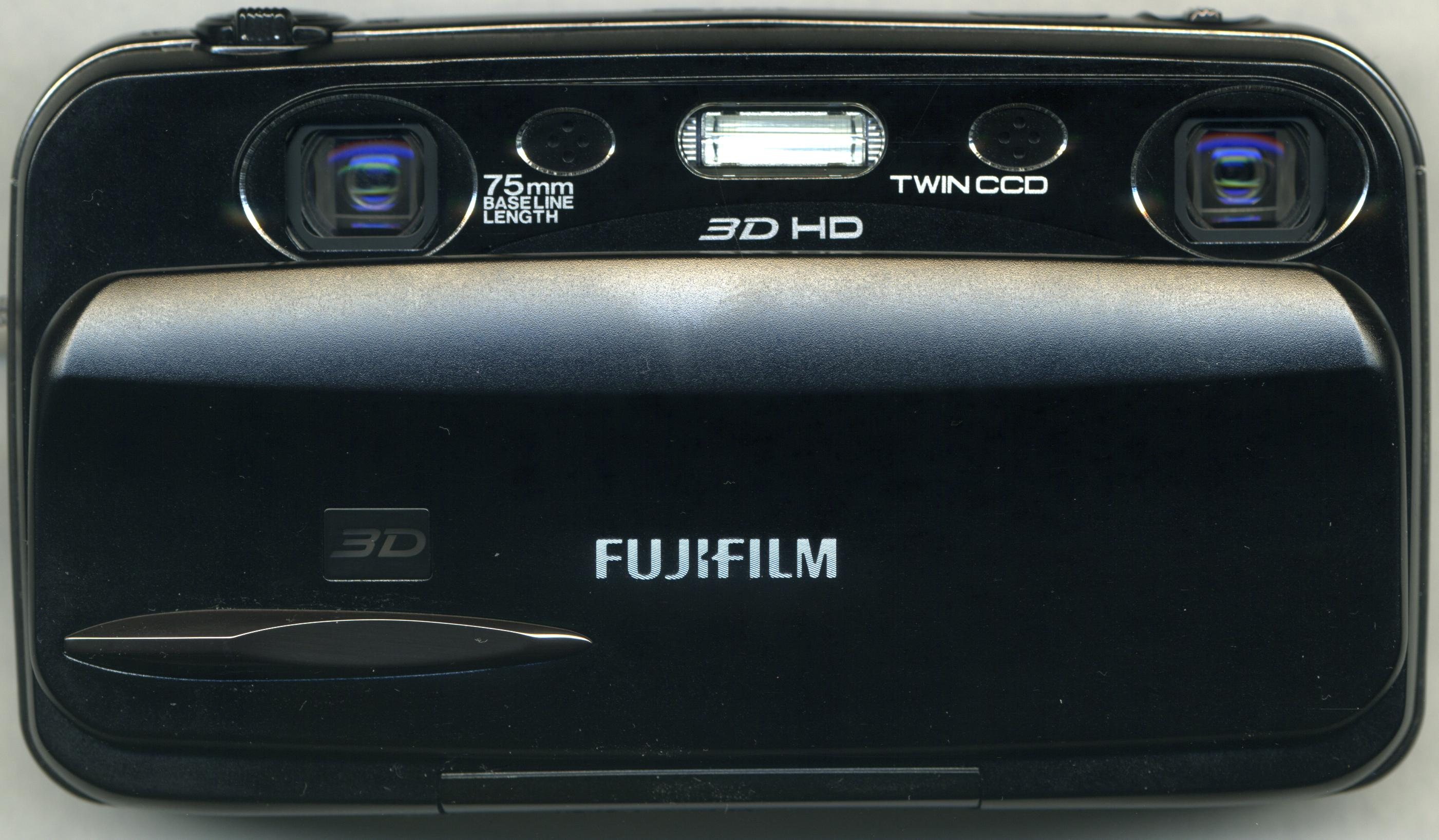
Fujifilm FinePix Real 3D mit integriertem lentikularen 3D-Display

Für die Herstellung werden mindestens zwei Bilder, die im Augenabstand aufgenommen wurden, benötigt (= stereoskopische Bilder). Meistens werden jedoch vier oder noch mehr Bilder verwendet. Für die Aufnahme gibt es spezielle Stereokameras, u. a. die Nimslo oder die Nishika_N8000, die bei der Auslösung der Kamera vier Bilder gleichzeitig aufnehmen.
Das Prinzip besteht darin, ein räumliches Objekt aus zwei unterschiedlichen horizontalen Perspektiven zu fotografieren. Der genau zu berechnende Kamera-Abstand ist bestimmt durch die Entfernung zum Objekt, der Größe des Objektes, der Tiefe des Objektes, der Brennweite des Kameraobjektives, der Linsenrastergröße und dem Abbildungsmaßstab.
Die entstandenen Fotonegative werden durch das Linsenraster auf einen dahinter befestigten lichtempfindlichen Papierträger (Farbfotopapier mit vorn bereits aufgebrachtem Linsenraster) belichtet. Das Entwickeln gelingt, weil das Papier von hinten für die Chemikalien durchlässig ist. Dadurch überdeckt eine Lentikularlinse exakt den zugehörigen Bildstreifen. Je nach Blickwinkel fokussiert die Linsenplatte den Blick nun auf einen anderen Bildstreifen. Beim räumlichen Bild sorgt der Abstand zwischen den Augen dafür, dass jedes Auge das Bild für „seinen“ Blickwinkel bekommt, und so der räumliche Eindruck entsteht. Je mehr Ausgangsfotos verwendet werden, desto weniger springt dann aber auch das Bild beim Betrachten. Die Stärke der Linsen wird über den Betrachtungsabstand bestimmt. Übliche Werte liegen zwischen 10 und 161 dpi (Zeilen pro Zoll), also etwa 158 µm bis 2,54 mm Linsenbreite.
Das Linsenrastersystem ist das einzige Bildsystem, das es ermöglicht, auf der gleichen Fläche mehrere unterschiedliche Bilder in einem einzigen Druck herzustellen und getrennt zu betrachten. Dabei kann der Bildstreifen wegen deren Fokussierung deutlich schmaler als die Linse sein, wodurch mehrere Bilder streifenweise ineinander vorhanden sein können, die jeweils getrennt betrachtet werden können. Die Anzahl der Phasen wird bestimmt durch die Linsengröße und die Bildauflösung.
Grundsätzlich unterscheidet man zwei verschiedene Funktionsweisen:

#### Horizontale Linse
Durch eine horizontale Linsenanordnung erreicht man eine Bildtrennung. Beide Augen nehmen gleichzeitig dasselbe Bild wahr, getrennt von den anderen Bildern, die sich auf dem Druckpapier befinden und bei anderen vertikalen Winkeln sichtbar werden. Horizontale Linsen sind daher für Animationen, Morphing- und Wechselbilder geeignet. Möglich sind 2–200 Phasen. Je mehr Phasen eingebracht werden, desto „weicher“ werden die Bewegungen einer Animation. Bringt man nur zwei Phasen ein, hat man ein Wechselbild (z. B. Vorher-/ Nachhereffekt).

#### Vertikale Linse
Durch vertikale Linsen wird erreicht, dass beide Augen gleichzeitig unterschiedliche Bilder sehen können. Bringt man also stereoskopische Aufnahmen in dieses Bild ein, so können die beiden Augen gleichzeitig unterschiedliche Perspektiven betrachten und im Gehirn entsteht ein räumlicher Eindruck. Je mehr Phasen eingebracht werden, desto fließender werden die Übergänge zwischen den einzelnen Perspektiven.

### Kameras und Herstellung
Der erste digitale 3D-Fotoapparat für den Verbraucherbereich wurde im Jahre 2008 mit der Fujifilm FinePix Real 3D vorgestellt. Bis dahin war die Herstellung von dreidimensionalen Fotos nach dem Linienrasterverfahren mittels Analogkameras wie der Nishika N8000, der Nimslo oder konventionellen Stereokameras möglich. In der Regel waren spezielle Entwicklungs- oder Druckstudios vonnöten. Eigene 3D-Fotos nach dem Linienrasterverfahren herzustellen war für technisch versierte Amateure schwierig, aber möglich.

## 3D-Displays
Nachdem bereits in den Jahren 1987 bis 2002 entsprechende Prototypen als Vielkanal-Front-, getrackte Rückprojektionen und getrackte Flachbildschirme vom Heinrich-Hertz-Institut Berlin GmbH und später von der Firma Dresden3D und anderen z. B. auf der CeBit zu sehen waren, gibt es mittlerweile erste Computermonitore mit Linsenraster-Folien, die ein dreidimensionales Sehen ohne 3D-Brillen ermöglichen. Auf der CeBit 2005 wurden weitere Entwicklungen vorgestellt. Dabei waren autostereoskopische 3D-LC-Displays, die von Groß-Firmen wie Philips, Sanyo, Samsung sowie kleineren wie SeeReal Technologies, SpatialView (beide in Dresden) oder 4D-Vision (heute X3D Technologies) aus Jena bereits zum Verkauf angeboten wurden. Forschungsinstitute, wie das Heinrich-Hertz-Institut (HHI) in Berlin, arbeiten an der Weiterentwicklung.
Zu unterscheiden ist das Linsenrasterprinzip von der ähnlichen Parallaxbarrierentechnik, welche statt mit Linsen mit kleinen, schrägen blickdichten Barrieren arbeitet. Die Technik für brillenlose 3D-Displays wie beim Nintendo 3DS beruht auf diesem Parallaxbarrierenprinzip. Dagegen ist bei der Fujifilm-FinePix-Real-3D-Kamera ein lentikulares Display integriert.